# .ve
.veは国別コードトップレベルドメイン（ccTLD）の一つで、ベネズエラに割り当てられている。登録は第三レベルドメインのみに行われる。

## 第二レベルドメイン
- .com.ve - 商業機関
- .edu.ve - 教育機関
- .gob.ve - 政府機関
- .mil.ve - 軍事機関
- .net.ve - ネットワークサービスプロバイダ
- .org.ve - 非営利組織
- .info.ve - 情報サイト
- .co.ve - スペイン系の商業機関
- .web.ve - 個人